# Циндао Лимин
«Циндао Лимин» (кит. упр. 青岛黎明) — бывший китайский полупрофессиональный футбольный клуб, представлявший город Цзимо провинции Шаньдун, Китай. Домашние матчи принимал на площадке городского стадиона Цзимо вместимостью 5,000 человек.

## История
Команда была основана в 1998 году и базировалась в Цзимо. В 2000 году она получила возможность создать собственную футбольную базу. Впервые на профессиональной арене команда появилась в 2004 году, главным тренером стал Цзан Цайлин. Под его руководством клуб переехал в Циндао и выступал в третьем дивизионе Китая до 2008 года. Последним достижением клуба являлось 8-е место в Северной группе сезона 2007 года.